# Georg Werner
Karl Oskar Georg Werner (ur. 8 kwietnia 1904 w Sztokholmie, zm. 26 sierpnia 2002 tamże) – szwedzki pływak.
W 1924 wystartował na igrzyskach olimpijskich, na których wystąpił na 100 m stylem dowolnym i sztafecie 4×200 metrów tym samym stylem. W zawodach na 100 m odpadł w pierwszej rundzie, zajmując 3. miejsce w swoim wyścigu eliminacyjnym z czasem 1:07,0 s. Szwedzka sztafeta 4×200 m stylem dowolnym z Wernerem w składzie zdobyła brązowy medal, uzyskując w finale czas 10:06,8 s. W pierwszej rundzie Szwedzi wygrali swój wyścig eliminacyjny z czasem 11:15,4 s, a w półfinale zajęli 2. miejsce w swoim wyścigu z czasem 10:08,2 s.
W 1926 zdobył dwa brązowe medale mistrzostw Europy: na 100 m stylem dowolnym z czasem 1:03,6 s oraz w sztafecie 4 × 200 m tym samym stylem (czas szwedzkiej drużyny 10,06:8 s).